# Венюково (Московская область)
Венюково — микрорайон в г. Чехов Московской области (деревня Венюково до июня-июля 2017 года входила в состав Стремиловского сельского округа). 6 июня 2017 года законом № 83/2017-ОЗ Венюково стал микрорайоном и вошел в состав городского округа Чехов. Микрорайон Венюково связан автобусным сообщением..

## Население
| 2002 | 2006 | 2010 |
| ---- | ---- | ---- |
| 93   | ↗112 | ↗125 |

## География
Микрорайон Венюково расположен примерно в 5 км на северо-запад от центральной части города, на реке Челвенке (левый приток Лопасни), высота микрорайона над уровнем моря — 184 м. На 2016 год в Венюкове зарегистрировано 4 улицы и 4 садоводческих товарищества.